# Daniel François Malan
Daniël François Malan (Riebeek West, 22 de maio de 1874 — Stellenbosch, 7 de fevereiro de 1959) foi um político e pastor protestante sul-africano.
Eleito em 1948, entrou para a história por ter implantado, em seu governo, o regime de segregação racial conhecido como apartheid.

## Juventude
Malan nasceu em Riebeek-West na Colônia do Cabo. O progenitor do nome Malan na região da África do Sul foi um refugiado huguenote francês chamado Jacques Malan da Provença (Mérindol), França, que chegou ao Cabo antes de 1689. O nome Malan é um dos vários nomes africanos de Origem francesa que manteve a grafia original.
Malan obteve um BA em Música e Ciências do Victoria College, Stellenbosch, após o qual entrou no seminário de Stellenbosch a fim de treinar como ministro na Igreja Reformada Holandesa. Junto com seus estudos em teologia, ele obteve um mestrado em Filosofia no Victoria College, mais tarde na Universidade de Stellenbosch. Malan deixou a África do Sul em 1900 para estudar para um Doutorado em Divindade na Universidade de Utrecht, que obteve em 1905.

## Carreira

### Ministro da Igreja Reformada Holandesa
Malan voltou para a África do Sul, onde foi ordenado ministro da Igreja Reformada Holandesa e serviu por seis meses como ministro-assistente em Heidelberg, Transvaal. Ele foi um ardente lutador pela aceitação do Afrikaans, que era uma língua emergente que lutava contra o holandês e o inglês, e foi membro fundador do Afrikaanse Taalen Kultuurvereniging (ATKV, 'The Afrikaans Language and Cultural Society'), que foi estabelecido em 1930. Ele esteve estacionado em Montagu de 1906 a 1912 e depois em Graaff-Reinet até 1915. Ele também empreendeu uma viagem em nome da Igreja Reformada Holandesa, visitando religiosos Afrikaners que viviam no Congo Belga, Rodésia do Norte e Rodésia do Sul.

### Carreira política
O envolvimento de Malan na política do Partido Nacional começou logo após a formação do NP em 1914. Naqueles anos, os partidos políticos tinham jornais afiliados que serviam como seus porta-vozes. No entanto, Afrikaners de mentalidade nacionalista no Cabo não tinham esse pensamento e, portanto, em 1915, decidiram fundar o De Burger, que mais tarde ficou conhecido como Die Burger. Eles persuadiram Malan a se tornar o editor do novo jornal e ele o usou como um trampolim para sua entrada no parlamento. Como ele estava preocupado com a posição política dos Afrikaners no rescaldo da Rebelião de 1914, ele abandonou sua posição como ministro da Igreja Reformada Holandesa para aceitar a posição. A filial do Partido Nacional no Cabo foi fundada em 1915 e Malan foi eleito seu líder provincial. Em 1918, ele foi eleito para o Parlamento pela primeira vez como MP para a cadeira de Calvinia na Câmara da Assembleia. Ele ocupou esse cargo até 1938.
Quando o Partido Nacional chegou ao poder pela primeira vez em 1924 sob o primeiro-ministro James Barry Munnik Hertzog, Malan foi nomeado Ministro do Interior, Educação e Saúde Pública, que ocupou até 1933. Em 1925, ele estava na linha de frente do uma campanha para substituir o holandês por afrikaans na constituição e fornecer à África do Sul uma nova bandeira nacional.
Após a eleição de 1933, o Partido Unido foi formado a partir da fusão do Partido Nacional de Hertzog e do rival Partido Sul-africano de Jan Smuts. Malan se opôs fortemente a essa fusão e, em 1934, ele e 19 outros parlamentares desertaram para formar o Partido Nacional Purificado, que ele liderou pelos 14 anos seguintes como oposição.
Malan se opôs à participação da África do Sul na Segunda Guerra Mundial. A participação da África do Sul no conflito foi impopular entre a população Afrikaner e, em 1939, isso levou a uma divisão no governo do Partido Unido. Os desertores uniram-se ao Partido Nacional, fortalecendo dramaticamente a posição política de Malan e, consequentemente, ele derrotou Smuts e o Partido Unido nas eleições gerais de 1948.
Durante o mandato de Malan como primeiro-ministro, os sul-africanos perderam o direito de recurso da Divisão de Apelação do Supremo Tribunal da África do Sul para o Comitê Judicial do Conselho Privado nos termos da Lei de Recursos do Conselho Privado de 1950.
As bases do apartheid foram firmemente estabelecidas durante os seis anos e meio de Malan como primeiro-ministro. Em 24 de fevereiro de 1953, Malan recebeu poderes ditatoriais para se opor aos movimentos anti-apartheid de negros e índios. Malan se aposentou em 1954 aos 80 anos, mas na batalha de sucessão que acompanhou sua aposentadoria, seus herdeiros ungidos, Nicolaas Christiaan Havenga e Theophilus Ebenhaezer, foram derrotados, e Malan foi sucedido por Johannes Gerhardus Strijdom.

## Morte e legado
Malan morreu em 7 de fevereiro de 1959 em Môrewag, sua casa em Stellenbosch. Seu livro, Afrikaner Volkseenheid en my ervaringe op die pad daarheen ("Nacionalismo Afrikaner e minhas experiências no caminho para isso"), foi publicado no mesmo ano por Nasionale Boekhandel. Uma coleção de seus escritos e documentos está armazenada no Centro de Documentos da Biblioteca JS Gericke da Universidade de Stellenbosch.